# Laura Cutina
Laura Cutina (Ploiești, Rumania, 13 de septiembre de 1968) es una gimnasta artística rumana, campeona olímpica en 1984 en el concurso por equipos.

## 1983
En el Mundial de Budapest 1983 gana la plata por equipos, tras la Unión Soviética y delante de Alemania del Este, siendo sus compañeras de equipo: Lavinia Agache, Mirela Barbălată, Simona Renciu, Mihaela Stanulet y Ecaterina Szabo.

## 1984
En los JJ. OO. de Los Ángeles gana el oro por equipos, por delante de Estados Unidos y China.

## 1985
En el Mundial de Montreal 1985 gana la plata en el concurso por equipos, por detrás de la Unión Soviética y delante de Alemania del Este, siendo sus compañeras de equipo: Celestina Popa, Eugenia Golea, Daniela Silivaş, Ecaterina Szabo y Camelia Voinea.